# Marginopora
Marginopore
Genre
Marginopora, le Marginopore, est un genre de Foraminifères marins de la famille des Soritidae.

## Description

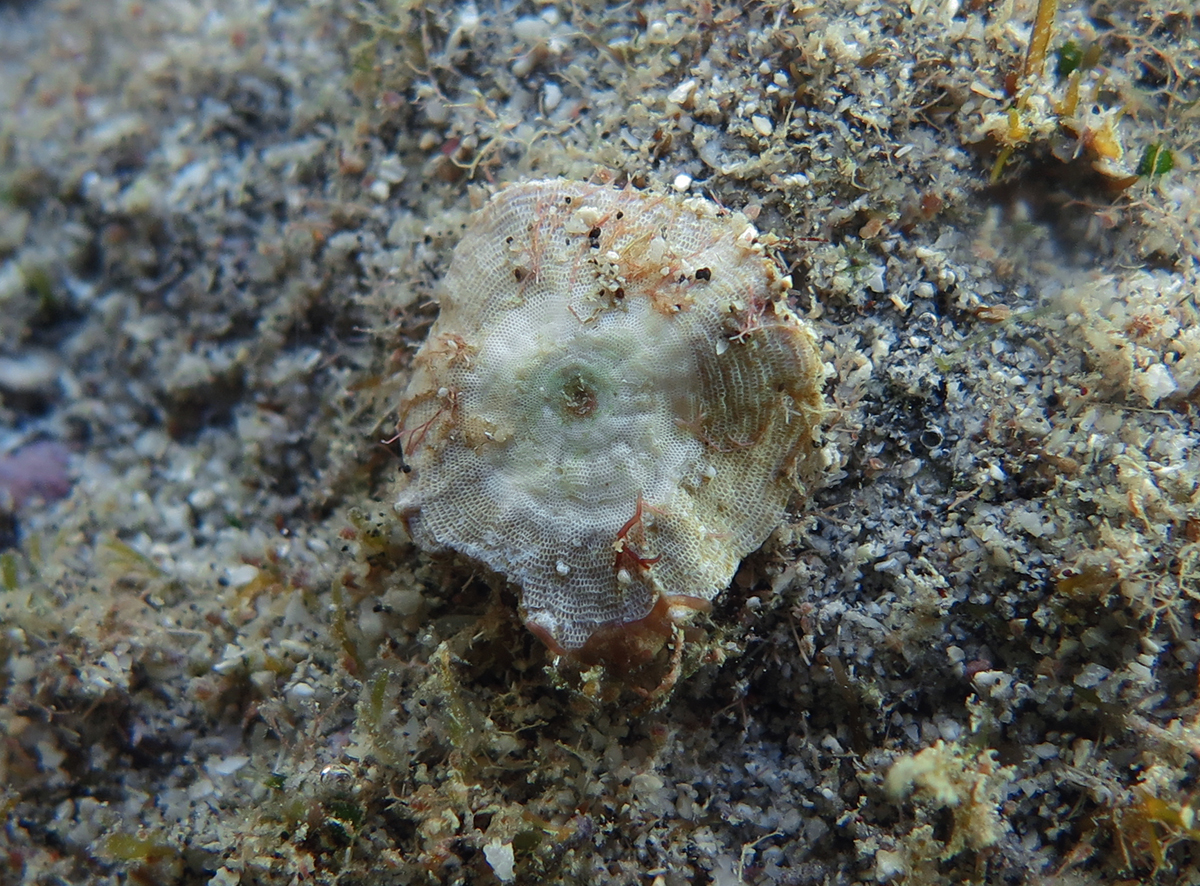
Marginopora vertebralis.

Ce sont des eucaryotes unicellulaires contenus dans des cellules poriformes, petites, rondes, serrées, éparses dans les sinuosités, très-fines et tortueuses, qui « guillochent » (c'est-à-dire ornent d’un ensemble de lignes, de traits ondés qui s’entrelacent ou se croisent avec symétrie) la circonférence d'un polypier calcaire, libre, un peu irrégulier, discoïde, concave et concentriquement strié en dessus comme en dessous et plus épais sur les bords. 

## Liste des espèces
Selon le World Register of Marine Species (11 octobre 2023) :
- Marginopora anomala Lacroix, 1940
- Marginopora charlottensis Renema, 2018
- Marginopora orpheusensis Renema, 2018
- Marginopora rossi Lee et al., 2016
- Marginopora santoensis Renema, 2018
- Marginopora vertebralis Quoy & Gaimard, 1830

## Systématique
Le nom valide complet (avec auteur) de ce taxon est Marginopora Quoy & Gaimard in Blainville, 1830. Le genre se nomme « Marginopore » en français. Le Marginopore vertébral (Marginopora vertebralis) est l'espèce type.
Marginopora a pour synonyme :
- Orbitolites (Marginopora) Yabe & Hanzawa, 1929

## Publication originale
- H. M. Ducrotay de Blainville, Dictionnaire des Sciences Naturelles, vol. 60, Paris, F. G. Levrault, 1830 (lire en ligne ), p. 377